# McDonald’s в России
Сеть предприятий быстрого обслуживания McDonald’s действовала в России с 1990 по 2022 год. Центральный офис в России располагался в Москве; в Санкт-Петербурге имелся региональный офис. 
Согласно решению Федерального арбитражного суда Московского округа от 2011 года, McDonald’s являлась сетью магазинов по продаже продуктов питания, а не сетью ресторанов.
14 марта 2022 года компания приостановила свою деятельность в России на неопределённый срок; 16 мая 2022 года было объявлено о полном уходе McDonald’s из России.
С 12 июня 2022 года в бывших помещениях McDonald’s начали открываться рестораны новой российской сети — «Вкусно — и точка».

## История

### Предпосылки появления
Летние Олимпийские игры 1980 года должны были быть открыты для западных туристов, однако в Москве не было заведений быстрого питания, которые могли бы обслуживать посетителей. Поэтому Ассошиэйтед Пресс сообщило, что «это означает, что еда будет приниматься в настоящих московских ресторанах. Ужин или обед может занять несколько часов, а обслуживание и еда сильно различаются».
Начиная с 1976 года, McDonald’s в Канаде пытался открыть два переносных ресторана во время Олимпийских игр, недалеко от стадиона Лужники. Несмотря на критику сети в советском журнале «Новое время», план был практически согласован с Московским олимпийским оргкомитетом.
Осенью 1979 года председатель исполнительного комитета Моссовета Владимир Промыслов наложил вето на этот план, несмотря на то, что позволил многим другим западным компаниям стать официальными поставщиками.
Позднее, Генеральный секретарь ЦК КПСС Михаил Горбачёв представлял новую политику страны (Гласность и Перестройку) как попытку поощрения инвестиций из западных стран.
Президент McDonald’s в Канаде Джордж Кохон (George Cohon) стремился снова попробовать себя на рынке, и материнская компания разрешила ему возглавить проект. Планы были обнародованы им же в ноябре 1987 года сразу после подписания двух предварительных соглашений с городским советом. Было объявлено, что в то время как сотрудники будут советского происхождения, для переезда и дальнейшей работы будут наняты от 50 до 75 русско-канадских или русско-британских сотрудников. Кохон столкнулся со скептицизмом — некоторые предположили, что задержка была вызвана несоответствием качества, на фоне нехватки мяса в Советском Союзе.

### Основание и первые рестораны «Макдоналдс»

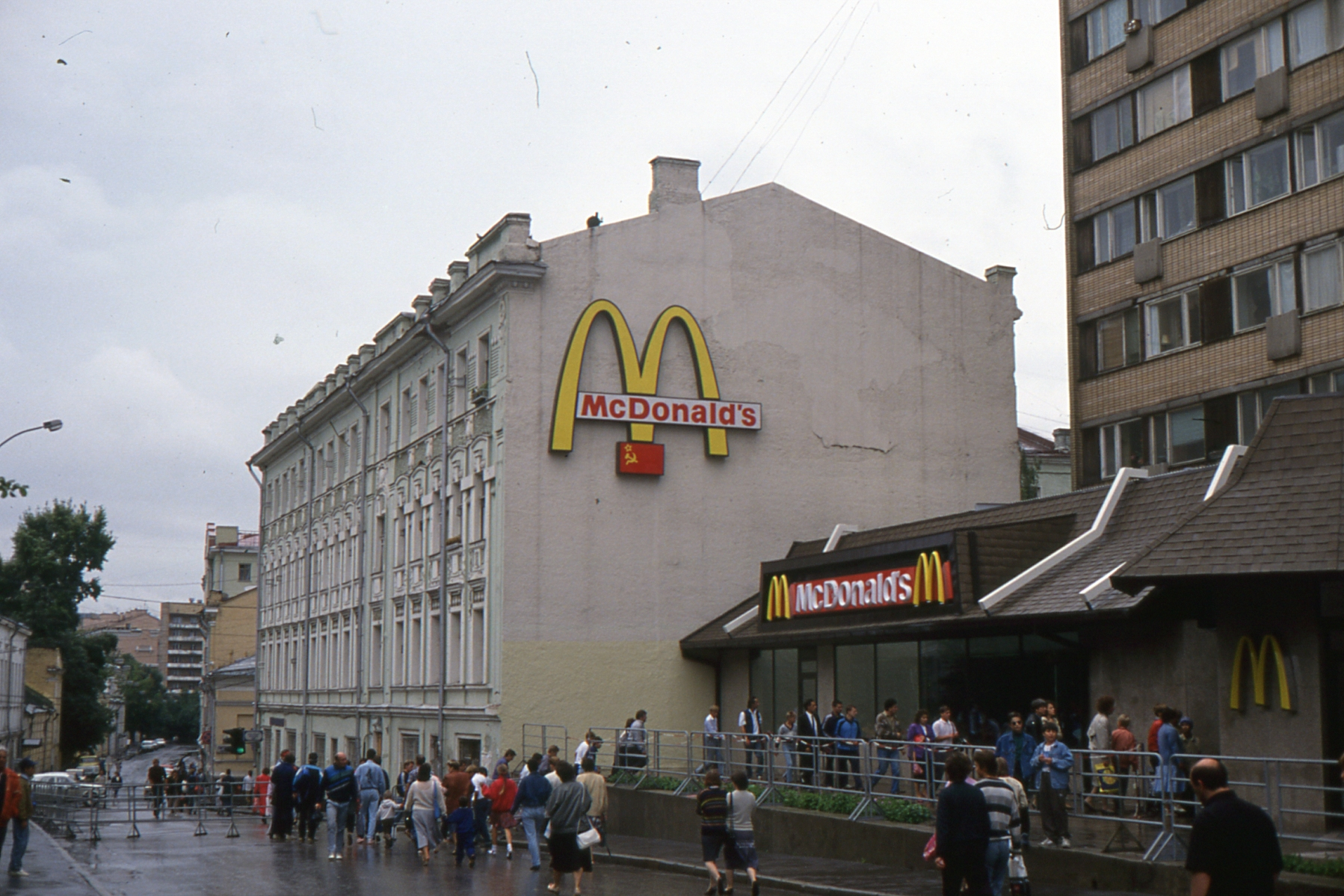
Первый в СССР ресторан McDonald’s, открывшийся в Москве на Пушкинской площади. 1991

Первый российский ресторан McDonald’s открылся в Москве на Пушкинской площади (Большая Бронная, 29) 31 января 1990 года. Акционерами предприятия стали канадское отделение транснациональной корпорации McDonald’s Corporation (49 % уставного фонда) и производственно-торговое объединение «Мособщепит» при Мосгорисполкоме (51 % уставного фонда).

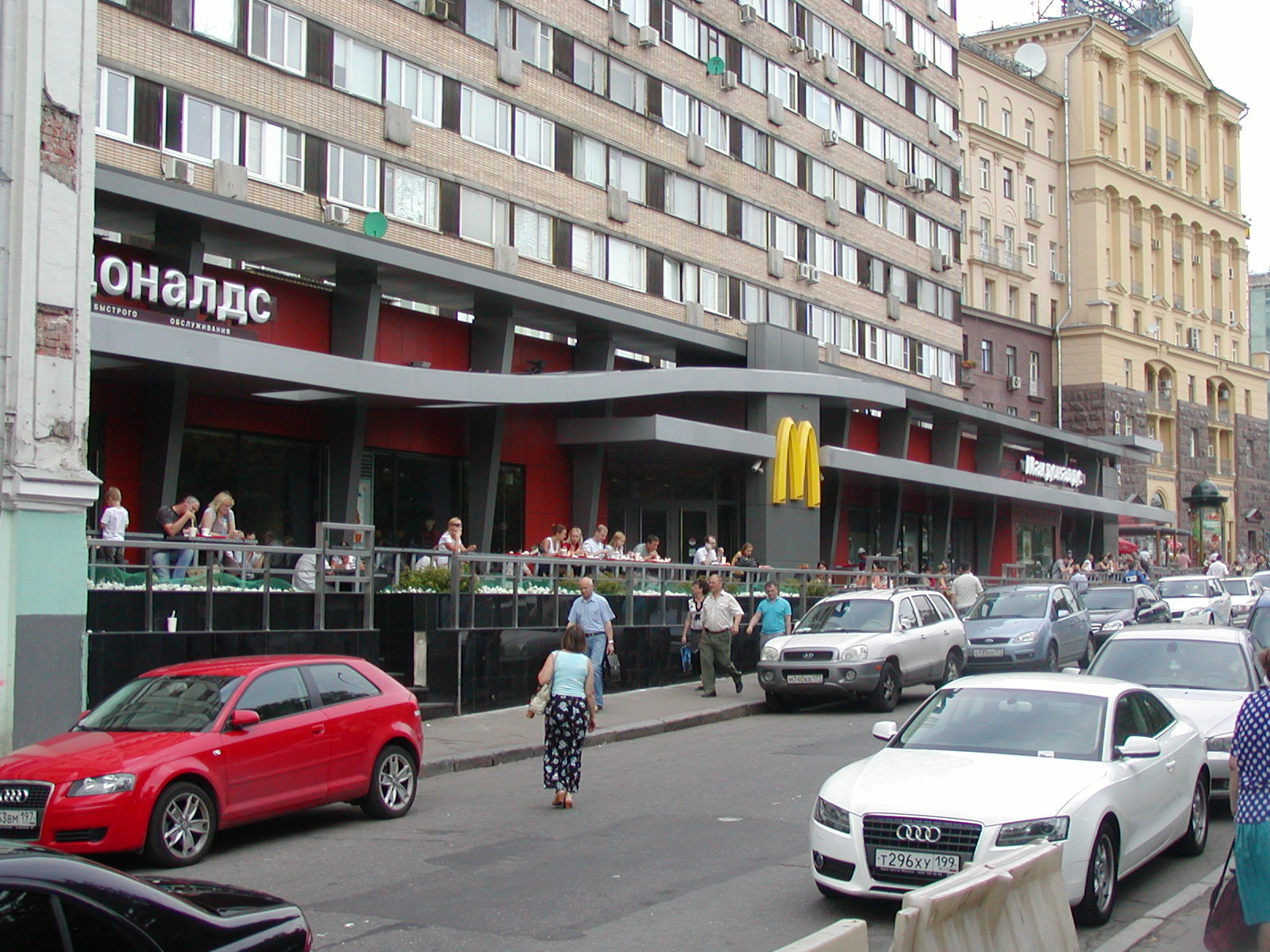
Первый в СССР и России «Макдоналдс» (после реконструкции) на месте бывшего кафе «Лира», 2011 год

Появление культового американского бренда в Советском Союзе рассматривалось как символ продолжающихся экономических и политических реформ в государстве. Новое заведение, привычное для Запада, но резко контрастировавшее с традиционным советским общепитом, стало настоящей сенсацией для СССР: чтобы попасть в него, нужно было отстоять несколько часов в очереди. В день открытия в ресторане побывало около 38 тысяч посетителей, что стало рекордом для сети McDonald’s.
Второй и третий рестораны в России были открыты на улице Огарёва (ныне — Газетный переулок) и на Старом Арбате и уже после распада СССР, 1 июня и 3 июля 1993 года соответственно.
В дальнейшем сеть «Макдоналдсов» в России развивалась всё более быстрыми темпами: в апреле 1994 года появился первый ресторан за пределами Москвы — в Мытищах, в 1996 году — первый в России ресторан с функцией «МакАвто» (обслуживание клиентов, подъезжающих на автомобилях) — в Москве. В сентябре 1996 года открылся первый ресторан в Санкт-Петербурге на Каменноостровском проспекте. В результате реорганизации компании доля канадской стороны изменилась: с лета 1996 года до 80 %, а доля российской — до 20 %.
К 1997 году насчитывалось 21 точка сети ресторанов. К 1999 году работало уже 50 предприятий быстрого обслуживания, работавших, помимо двух столиц и Подмосковья, также в Нижнем Новгороде, Самаре, Казани, Воронеже и Ярославле. 
В начале апреля 2005 года Москва продала свои акции Макдональдса канадскому отделению Макдональдса. К 2005 году ресторанами в Москве управляло ЗАО «Москва-Макдональдс», ресторанами в остальной части России управляло ООО «Макдональдс».

### Дальнейшее развитие и открытие ресторанов сети

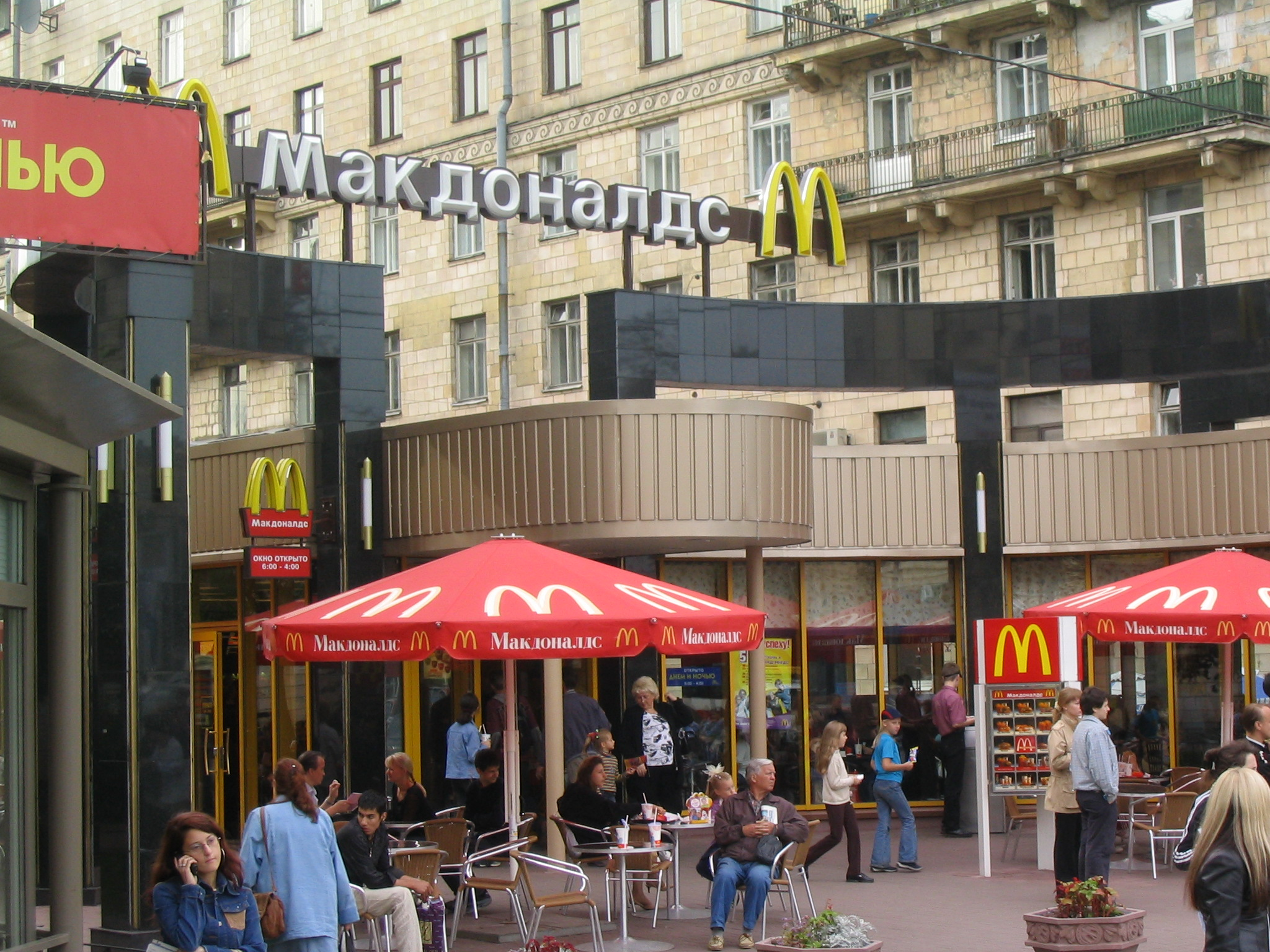
Ресторан «Макдоналдс» на Московском проспекте в Санкт-Петербурге, 2004 год
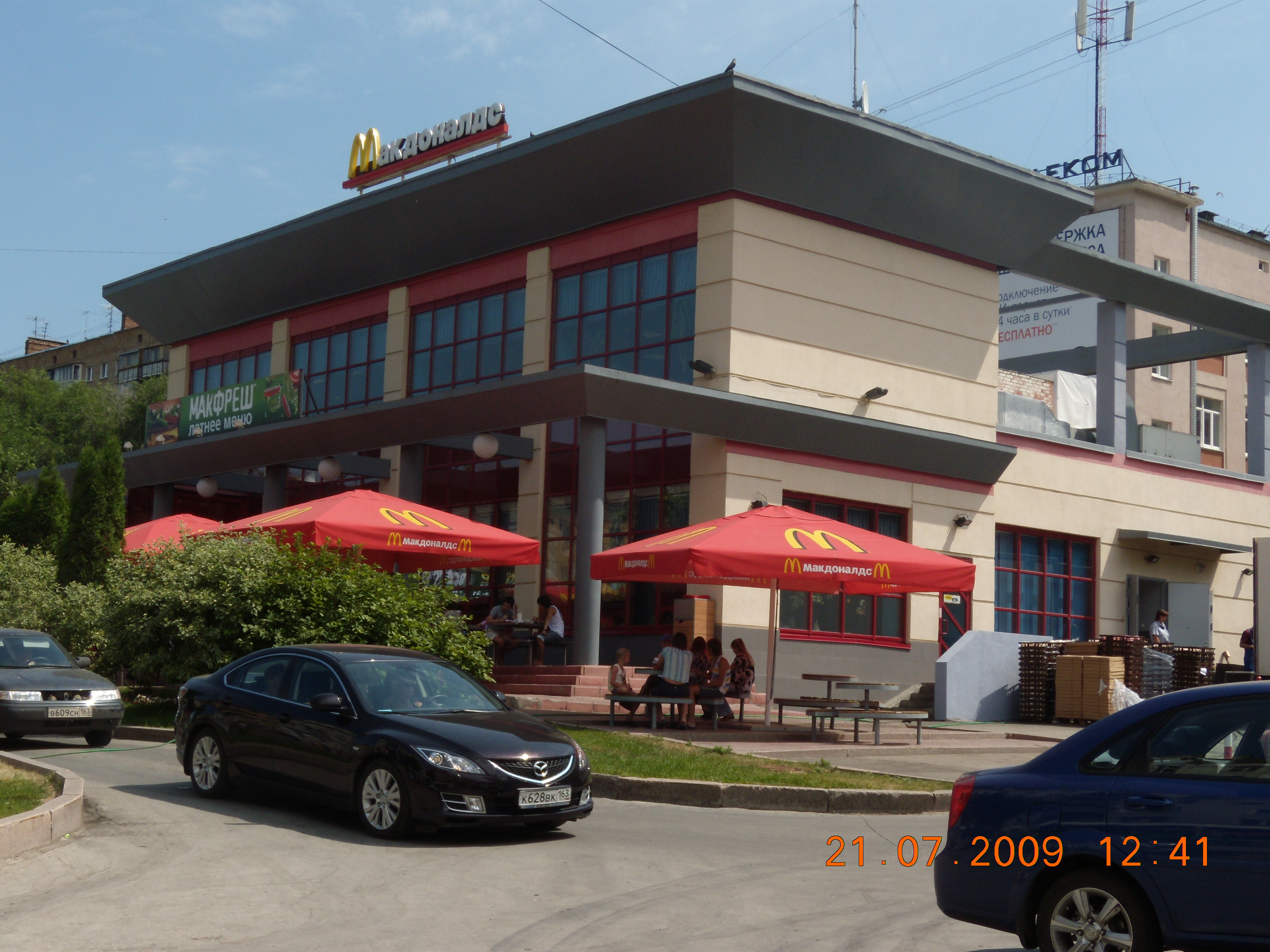
Ресторан «Макдональдс» на улице Полевой в Самаре, 2009 год
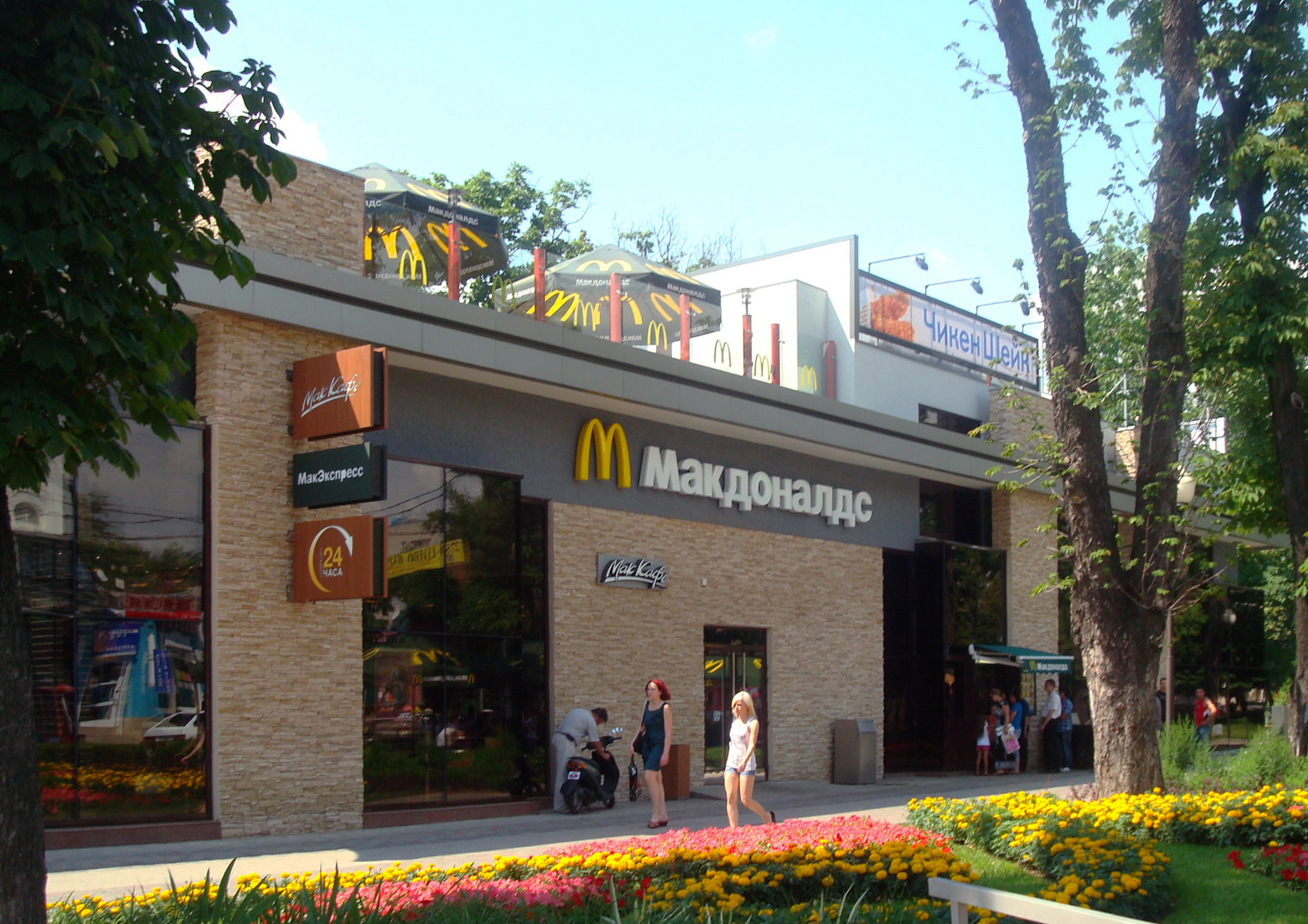
«Макдоналдс» на улице Красной в Краснодаре, 2011 год
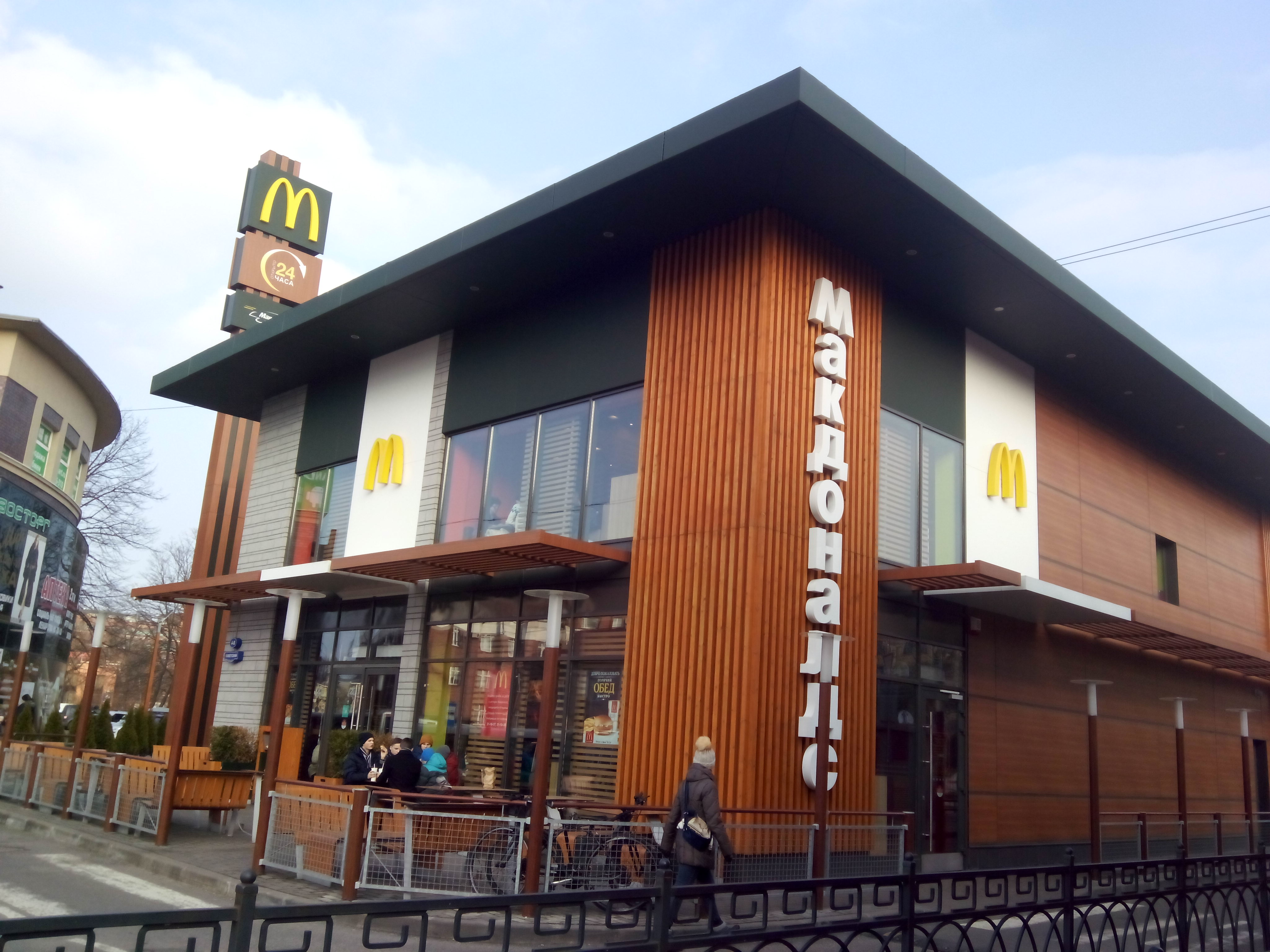
Филиал «Макдоналдс» в Калининграде, 2016 год
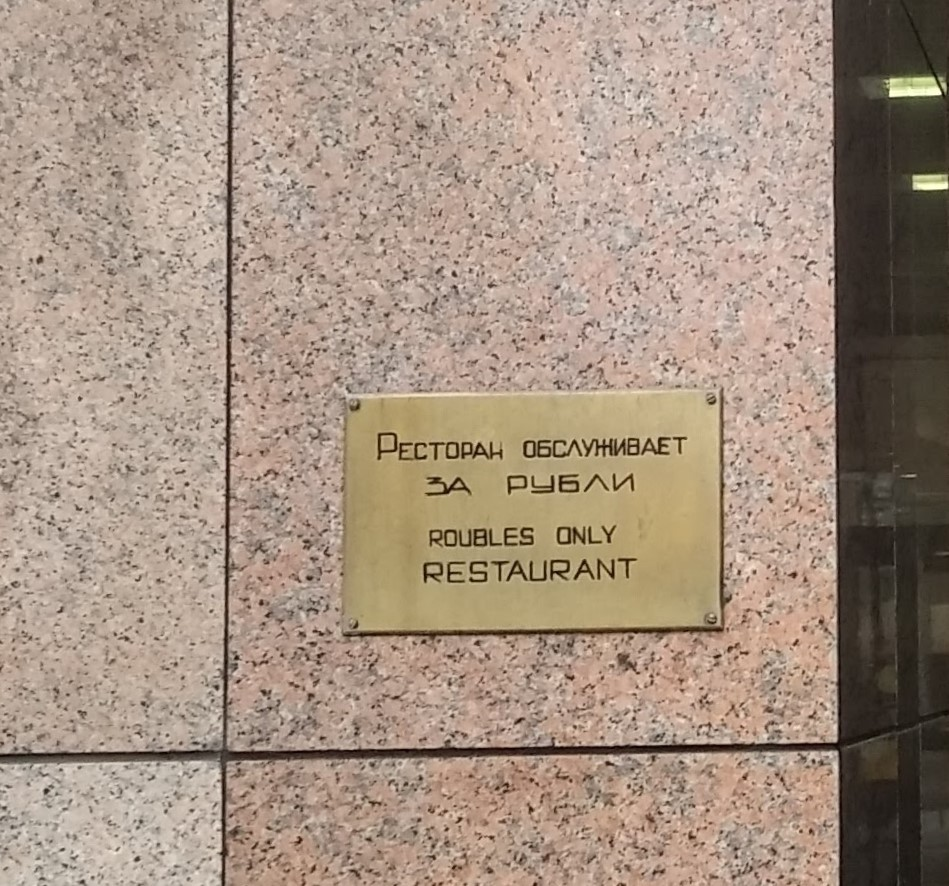
Табличка «Ресторан обслуживает за рубли» у ресторана «Макдоналдс» в Газетном переулке (Москва)

Выручка компании в России в 2009 году превысила 33 млрд руб.
23 июня 2001 года Макдоналдс открылся в Чебоксарах.
18 февраля 2008 года открылся первый в Сибири ресторан сети в Тюмени.
30 ноября 2010 года был открыт Макдоналдс в Йошкар-Оле.
В сентябре 2011 года Макдоналдс открылся в Смоленске. 27 декабря 2011 года был открыт Макдоналдс в Перми.
7 июня 2013 года был открыт Макдоналдс в Сызрани. 28 июня 2013 года в Мурманске был открыт самый северный в мире ресторан Макдоналдс. 4 октября 2013 года открыты первые рестораны по франшизе в новом терминале аэропорта «Пулково» в Санкт-Петербурге.
В 2014 году проводилось плановое переоборудование московского ресторана на Пушкинской площади, из-за чего он был закрыт в течение трёх месяцев. По состоянию на 2015 год, в нём ежедневно обслуживалось более 8 тыс. человек. 26 июля 2014 года открылся ресторан сети в Новосибирске.
20 августа 2014 года Управление Роспотребнадзора по Москве после проверки приняло решение о временном закрытии четырёх предприятий, в том числе самого знаменитого первого ресторана на Пушкинской площади. В течение нескольких месяцев все рестораны восстановили работу.
В 2014 году было осуществлено плановое переоснащение 170 предприятий «Макдоналдс» в России.
В 2016 году компания открыла распределительный центр в Новосибирске, для организации поставок в рестораны Сибири.
28 июня 2017 года «Макдоналдс» в тестовом режиме запустил доставку еды в Москве. Заказ еды и напитков оформлялся через приложения UberEats, стоимость доставки составляла 99 руб. Также «Макдоналдс» начал тестировать новую услугу — возможность сделать заказ к столику, который принесёт официант. Сервис работал в 5 ресторанах Москвы.
В 2017 году было открыто 41 предприятие «Макдоналдс», в том числе в городах Балаково и Анапа. 5 из них были открыты под управлением франчайзинговых партнёров «Макдоналдс» в России: 3 предприятия в Казани, 4 в Тюмени и Перми от ООО «СПП», 2 предприятия в Кемерово и Барнауле от ООО «ГиД».
21 декабря 2020 года был открыт первый ресторан сети на Дальнем Востоке, во Владивостоке, 23 декабря открылись первые две точки в Хабаровске.
McDonald’s объявил о планах открыть ещё 40 ресторанов в России. В этом же году компания начала изменения в составе «Хэппи мил» в пользу более здорового питания. Согласно новым стандартам, в меню не будут включаться чизбургеры и шоколадное молоко, позиции будут доступны лишь в качестве дополнительной опции. Калорийность меню не будет превышать 600 калорий. На данный момент этим параметрам соответствуют 28 % детских меню в 20 странах, где представлен «Макдоналдс», но они будут распространены в 120 государствах. Также компания была намерена сократить количество искусственных красителей, консервантов и ароматизаторов. Доля жиров и добавленного сахара в продукции «Макдоналдс» не будет превышать 10 %. Планировалось, что к 2022 году 50 % детского меню будет соответствовать новым требованиям.

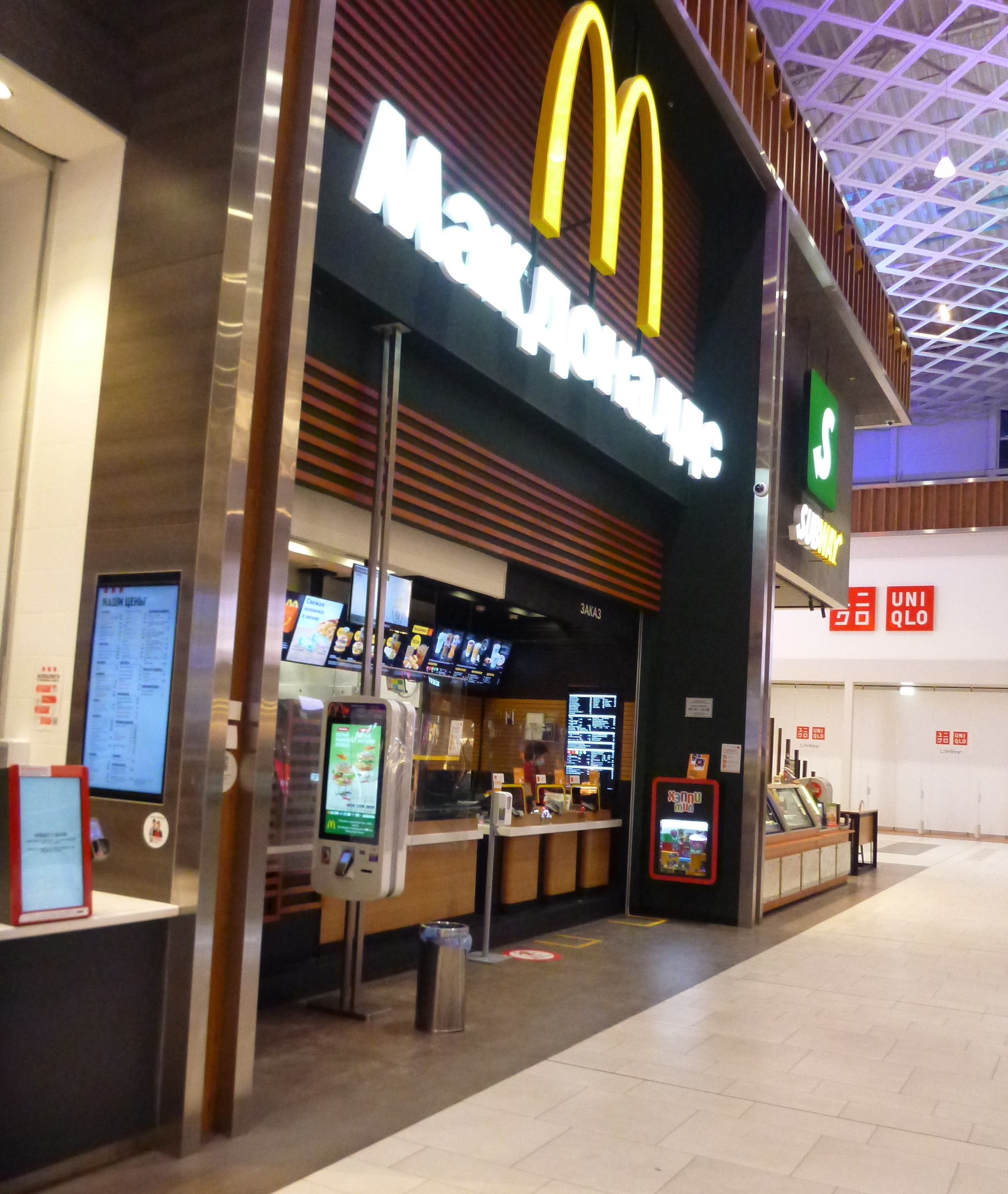
Работающий «Макдоналдс» в МЕГЕ Екатеринбурга 29 марта 2022 года

«Макдоналдс» полностью обновляет все рестораны каждые 10—15 лет. Обычно производится замена декораций зала, меняется дизайн фасада, модернизируется система вентиляции и кондиционирования, устанавливаются электронные терминалы приёма заказов на МакАвто и оплаты заказов в зале.
Наибольшее число заведений находилось в столицах: в Москве расположено 126 ресторанов Макдоналдс, в Санкт-Петербурге — 71 ресторан.

### Уход с рынка России
8 марта 2022 года из-за вторжения России на Украину и возникшей «непредсказуемой операционной среды» компания McDonald’s объявила о временной остановке деятельности в России с сохранением зарплаты работникам.
По состоянию на 18 марта, некоторые точки «Макдоналдс» работали в аэропортах и транзитных станциях. Также до июня продолжали работу некоторые «Макдоналдс» в регионах, где они управлялись сторонними франчайзи.
16 мая компания объявила о полном уходе из России, а также о полной продаже всего российского бизнеса предпринимателю Александру Говору с возможностью через несколько лет выкупить свои активы обратно.
12 июня в бывших помещениях сети McDonald’s в России начали открываться рестораны под новым брендом «Вкусно — и точка».
В начале 2025 года «Макдоналдс» вновь подал в Роспатент заявки на регистрацию более 50 товарных знаков. Российские СМИ расценили это как подготовку к возобновлению бизнеса в РФ. В апреле 2025 года представители компании опровергли информацию о намерении вернуться в Россию.

## Деятельность
По состоянию на декабрь 2020 года в России работало 760 ресторанов «Макдоналдс». Почти во всех ресторанах, кроме расположенных в фуд-кортах торговых центров, действует бесплатный Wi-Fi-доступ с обязательной идентификацией, обеспечиваемый компаниями «Вымпелком» и «Энфорта».
За 28 лет работы «Макдоналдс» в России принял свыше 5 млрд гостей.
Ежедневно рестораны «Макдоналдс» в России обслуживали более 1,5 млн посетителей.
На момент начала вторжения России на Украину в ней было более 800 ресторанов «Макдоналдс» с 62 000 сотрудников, «сотнями» поставщиков и миллионами ежедневных клиентов. К 2022 году 84 % локаций принадлежали корпорациям, а остальные — франчайзи.

## Франчайзинг
Интересы сети в России обеспечивали дочерние компании — ЗАО «Москва-Макдоналдс» и ООО «Макдоналдс». Франчайзинговая схема открытия ресторанов в России до апреля 2012 года (когда первая франшиза для открытия «Макдоналдсов» в аэропортах и на вокзалах была выдана компании «Росинтер») не применялась. В 2015 году корпорация заключила первый крупный договор франчайзинга. Рестораны «Макдоналдс» открывались по франшизе в Кемеровской, Новосибирской, Томской областях и в Алтайском крае. Так, важным этапом в развитии сети в Сибири стало открытие первого ресторана «Макдоналдс» в Новокузнецке, где располагался ОАО «Инрусинвест», с которым был подписан договор франчайзинга. На франчайзинг приходится более 90 % предприятий «Макдоналдс» в мире.
В России в 2018 году около 100 предприятий «Макдоналдс» управляются партнерами-франчайзи. ООО «Развитие Рост» управляет предприятиями в аэропортах «Пулково» в Санкт-Петербурге и в «Шереметьево» в Москве. ООО «ГиД» развивает бизнес в Новосибирской, Томской, Кемеровской областях, республике Алтай, Алтайском крае.
ООО «ЮРП» занимается развитием бизнеса в Краснодарском крае, Ставропольском крае, Ростовской области, Астраханской области, Волгоградской области, Кабардино-Балкарской республике и Адыгее.
ООО «СПП» занимается развитием бизнеса в Архангельской области, Свердловской области, Пермском крае, Оренбургской области, Хабаровском крае, Приморском крае, Республике Башкортостан, Челябинской области, Курганской области, Тюменской области (включая ХМАО и ЯНАО), Республике Татарстан, Республике Коми, Кировской области, Республике Марий Эл, Чувашии, Удмуртии.

## Поставщики
По состоянию на 2015 год компания закупает продукцию у 160 российских производителей, обеспечивающих более 98 % продукции. В России все компоненты сэндвича Биг Мак поставляются отечественными производителями. За исключением картофеля фри, все основные позиции меню производятся в России. С 2018 года картофель фри производится на заводе в Липецке: мощность производства составляет 100 тысяч тонн в год, 75 % завода принадлежит агрофирме «Белая дача», 25 % — агрохолдингу Lamb Weston Meijer.
Поставщики мясной продукции используют в качестве мясного сырья продукцию российских заводов.
Одним из первых предприятий, с которыми Макдоналдс заключил контракт о поставках, является «Белая Дача».
У поставщиков «Макдоналдс» работает система HACCP (Hazard Analysis and Critical Control Points; «Система анализа опасных факторов и критических контрольных точек»), которая нацелена на выявление любых потенциальных рисков (химических, физических или биологических) на каждом этапе производственного процесса и либо сводит их к допустимому минимуму, либо полностью устраняет. Перед отправкой конечного продукта из пищеперерабатывающего и распределительного центра в ресторан «Макдоналдс» проводится его лабораторный контроль на соответствие физико-химических, микробиологических и органолептических показателей стандартов «Макдоналдс». Ежедневно также проводится контроль санитарно-гигиенического состояния производственных линий, территории завода и соблюдения работниками стандартов «Макдоналдс».

## Социальные проекты

### Благотворительные проекты
Макдоналдс занимается благотворительной деятельностью в рамках созданного в 1984 году Благотворительного фонда «Дом Роналда Макдоналда». За 31 год на благотворительные цели в России было выделено более 460 млн руб. Благотворительный фонд «Дом Роналда Макдоналда» оказал помощь более чем 210 000 детей и семей, оказавшихся в тяжёлой жизненной ситуации. В 2017 году на поддержку проектов Фонда было передано около 70 млн руб. За 28 лет более 680 млн руб. было передано на благотворительные цели.

### Основные проекты фонда
- физкультурно-оздоровительный комплекс «Центр Роналда Макдоналда» в Москве для детей с ограниченными возможностями здоровья. Более 80 тыс. детей прошли курс лечения, посетив занятия, в Центре с 1996 года[59][60];
- бесплатная семейная гостиница «Дом Роналда Макдоналда» для родителей, чьи дети проходят длительное лечение в Детской Республиканской клинической больнице в Казани. С момента открытия более 7 400 взрослых и детей были постояльцами гостиницы;
- «семейные комнаты» для родителей, чьи дети проходят длительное лечение в больницах в Москве, Санкт-Петербурге, Нижнем Новгороде, Самаре, Ростове-на-Дону, Ярославле, Воронеже, Оренбурге, Саратове, Уфе, Казани и Чебоксарах. На данный момент открыто 13 комнат[25][61][62][63];
- программа, включающая в себя практические семинары для специалистов, работающих с особенными детьми в регионах России. Программа включает в себя организацию и проведение открытых уроков, мастер-классов, практических и методических семинаров, спортивно-массовых мероприятий[64];
- инклюзивные детские игровые площадки: в Сочи (построена благотворительным фондом «Дом Роналда Макдоналда» в 2014 году) и на территории ВДНХ в Москве. Площадки позволяют играть детям вместе вне зависимости от состояния здоровья каждого ребёнка[64].

### Спортивные проекты
- «Макдоналдс» стал инициатором ряда детских и семейных программ. В 2014 году «Макдоналдс» выступил в качестве официального ресторана Олимпийских игр[65][66][67][68][69].
- «Макдоналдс» является официальным спонсором и официальным рестораном чемпионата мира по футболу, начиная с турнира 1994 года в США, и официальным спонсором и официальным рестораном чемпионата Европы по футболу UEFA[70][71][72].
- Компания является Организатором турнира по хоккею дворовых команд «Макдоналдс. Золотая Шайба». В 2013—2014 годах в турнире «Макдоналдс. Золотая Шайба» приняло участие 500 команд и 11 тыс. участников в возрасте от 10 до 16 лет (4 возрастных группы)[73][74][75].
- Компания реализовала программу "На Кубок Конфедераций FIFA 2017 с «Макдоналдс», в которой приняли участие более 350 детей из Москвы, Санкт-Петербурга, Казани и Сочи[76].
- «Макдоналдс» реализует программы "На Чемпионат мира с «Макдоналдс» и "На Чемпионат Европы с «Макдоналдс», которые позволяют детям от 6 до 10 лет выйти на поле в главных матчах чемпионатов мира и Европы, держа за руку мировых футбольных игроков. Реализация программы "На Чемпионат мира FIFA 2018 с «Макдоналдс», в которой из 1400 детей 1200 составили дети из России[77].

## Забота об окружающей среде
Макдоналдс внедрил в свои рестораны программы по энерго- и ресурсосбережению: бесконтактные сенсорные краны для мытья рук, энергосберегающие светодиодные лампы, безводные писсуары, датчики включения и выключения оборудования, освещения и рекламы, рекуператоры тепловой энергии, HVAC переменной мощности, озонобезопасные хладагенты, низкоэмиссионное i-стекло. На кухнях установлены фритюрницы с пониженным использованием масла (потребляют масло на 40 % меньше).
Партнёр Макдоналдс — компания HAVI использует автотранспорт на газовом топливе, который сокращает выброс CO2 в окружающую среду.
С 2011 года Макдоналдс работает с рыбными поставщиками, имеющими сертификацию MSC на свою продукцию. Кофе имеет сертификат UTZ — международный сертификат ответственности, относящийся к кофейному производству.
Упаковка Макдоналдс сделана из целлюлозы для производства бумаги и картона со 100 % гарантией легального и одобренного происхождения.
Ежегодно компания отправляет на вторичную переработку более 1000 тонн картона и более 4000 тонн отработанных жиров, 50 % из которых идёт на переработку в биодизельное топливо.
В среднем компания выделяет 70 млн руб. в год на озеленение территории вокруг своих ресторанов. Компания также занимается поддержкой программ Всемирного Фонда Защиты Дикой Природы: Час Земли, День Экологического Долга.
В сентябре 2021 года российский Макдоналдс объявил о начале раздельного сбора и вывоза мусора из ресторанов сети, а также об использовании перерабатываемого сырья в упаковке продукции в рамках двухлетнего соглашения (с опцией пролонгации) с Российским экологическим оператором. До ухода из России подобная практика применялась в 24 ресторанах сети, а к 2025 году планировалось распространить её на все российские Макдоналдсы.

## Работа в «Макдоналдс»
По состоянию на 2018 год в российской сети работало более 50 тыс. сотрудников. За 2018 год планировалось предоставить 20 тыс. рабочих мест, при этом студенты составляли около 60 % сотрудников. Ежегодно выплачивается специальная премия за отличные успехи в работе и в учёбе. Программа поддержки образования сотрудников «Макдоналдс» существует с 2001 года; к началу 2018 года компания выделила около 56 млн руб. на поддержку образования.
В 2017 году стартовала новая программа «Растим таланты». Студенты, прошедшие конкурсный отбор и работающие в «Макдоналдс», получали возможность пройти стажировку в главном офисе «Макдоналдс» в Москве.

### Комментарии
1. ↑  на начало марта 2022 года в России работало более 800 ресторанов[31]